# Apostol Nikolajev-Strumskij
Apostol Nikolajev-Strumskij (bulharsky Апостол Николаев-Струмски, rusky Николаев-Струмский anglicky Nikolaev-Stroumsky, 1886–1971) byl bulharský hudební skladatel, sbormistr a dirigent. Jeho otec Nikolaj Nikolajev, rovněž hudebník, pocházel z Besarábie.

## Život
Do roku 1935 byl Strumskij vedoucím sboru katedrály svatého Alexandra Něvského v Sofii a poté v chrámu svaté Nedelie tamtéž.

## Tvorba
Strumskij je autorem “Božské liturgie” a dalších vícehlasých vokálních skladeb na kanonické církevněslovanské texty. Jeho ”Velké slavosloví” patří mezi nejčastěji zpívané skladby “koncertní” pravoslavné hudby.